# Rictor (cómic)
Rictor (Julio Esteban Richter) es un superhéroe que aparece en los cómics estadounidenses publicados por Marvel Comics, principalmente en la familia de libros X-Men. El personaje fue creado por la escritora Louise Simonson y el artista Walt Simonson y apareció por primera vez en X-Factor #17 (junio de 1987).Rictor es uno de los pocos superhéroes abiertamente bisexuales de los cómics.
Rictor apareció en la película de 2017 Logan retratado por Jason Genao.

## Historial de publicaciones
Creado por la escritora Louise Simonson y el artista Walt Simonson, Rictor apareció por primera vez en X-Factor #17 (junio de 1987). 
En 2018, Rictor apareció como personaje principal en la miniserie New Mutants: Dead Souls y como personaje secundario en la miniserie Shatterstar.

## Biografía ficticia

### Origen
Julio Esteban Richter, alias Rictor, nació en Guadalajara, Jalisco, en México, pero siendo muy niño, emigró con su padre a los Estados Unidos. Rictor hizo su primera aparición cuando fue capturado por la organización anti-mutante llamada Lo Justo, quien le conecta a una máquina que amplifica su poder y provocó incontrolables terremotos para causar estragos en San Francisco. Rictor fue liberado por el original X-Factor y fue aceptado por ellos como un miembro participante. Más tarde, el y la joven mutante Tabitha Smith, alias Boom-Boom, fueron capturados por la organización conocida como La Derecha, y nuevamente fueron rescatados por X-Factor.
Durante algún tiempo, Rictor formó parte del grupo conocido como los X-Terminators. Como miembro de los X-Terminators, luchó con el demonio N'astirh y sus demonios del Limbo. El equipo se unió a los Nuevos Mutantes después de estos eventos.

### Nuevos Mutantes
Rictor desarrolló sentimientos románticos hacia Wolfsbane. Durante su viaje al Asgard, Rictor desempeñó un papel protector hacia ella. Rictor, más tarde se enfrentó al ex aliado de X-Factor, Caliban, que se había convertido en el último Jinete de Apocalipsis, conocido como La Muerte, así como a Sabretooth en una lucha en los túneles por debajo de Nueva York. Rictor resultó gravemente herido por Sabretooth, pero fue salvado por Cable y los Nuevos Mutantes. Junto a los Nuevos Mutantes, él asistió a Cable en la lucha contra Stryfe y el Frente de Liberación Mutante.
Rictor más tarde fue capturado junto con Tormenta, Boom Boom, Wolfsbane y Warlock, por las fuerzas de la isla-nación de Genosha. Sólo él y Boom Boom salieron ilesos. Los esfuerzos combinados de los X-Men, X-Factor y los Nuevos Mutantes le llevaron a ser liberado, y Rictor sería decisivo para la caída del gobierno Genoshano. Durante la aventura, Rictor compartió un beso sincero con Wolfsbane y más tarde quedó con el corazón roto cuando ella eligió (un poco contra su voluntad) quedarse en Genosha.
Después del combate en Genosha, Rictor dejó a los Nuevos Mutantes con la intención de traer de vuelta Wolfsbane de Genosha. Rictor fue por entonces convencido de que Cable fue el hombre que mató a su padre. En realidad el asesino, fue el clon de Cable, el terrorista Stryfe.

### Fuerza-X
Con elúnico objetivo de aprehender a Cable, Rictor se unió al equipo gubernamental canadiense Weapon P.I.M.E. Este equipo asalto el cuartel de los Nuevos Mutantes, que ahora se llamaban Fuerza-X. Cuando Cable se separó temporalmente del equipo, Rictor aceptó unirse a sus viejos amigos.
Más tarde, Rictor y Fuerza-X fueron capturados por los X-Men y X-Factor que buscaban a Cable por un delito: el intento de asesinato contra el Profesor X. Esto también había sido perpetrado por Stryfe. Rictor se reunió con Wolfsbane, una vez más compartiendo un beso. Sin embargo, su relación no prosperó.
Rictor dejaría más tarde a Fuerza-X, cuando su primo y su tío fueron asesinados durante una venta de armas. El y su amigo cercano, Shatterstar estaban pasando por una crisis de identidad. Shatterstar decidió acompañar a Rictor a la casa de los Richter en México para tratar de poner fin al negocio de armas de la familia de Rictor. Fue en este viaje, que Rictor descubrió que Stryfe era el verdadero asesino de su padre. Por razones desconocidas, Rictor y Shatterstar terminaron por caminos separados.
Después de una larga ausencia, Rictor aparecería como miembro de la X-Corporación. La confrontación entre la X-Corporación con Arma XII en París fue una catástrofe total y llevó a la muerte de uno de sus miembros, Darkstar.

### Agencia de investigadores X-Factor
Rictor es uno de los muchos mutantes que perdieron sus poderes como consecuencia del "Día-M". Rictor una vez más, intenta suicidarse, superado por la confusión y la duda. Su vida es salvada por Monet St. Croix, un exmiembro de Generation X. Después de un cierto convencimiento de Monet y un pequeño empujoncito de Layla Miller, se une a la Agencia de investigadores X-Factor bajo el liderazgo de Jamie Madrox, el Hombre Múltiple.
Más tarde, Quicksilver se une a X-Factor por un tiempo. Quicksilver llega a extremos desesperados para volver a adquirir sus poderes mutantes perdidos, y adquiere una capacidad de restaurar los poderes de otros mutantes anteriores. Rictor visita a Quicksilver, que se interesa por Rictor y analiza la posibilidad de devolverle sus poderes.
Quicksilver manipula a Rictor para restaurar sus poderes. Desafortunadamente, el proceso es inestable. Rictor se enfrenta a Quicksilver de nuevo, terminando con Rictor sin poderes una vez más. Posteriormente, Wolfsbane y Rictor tienen su primer encuentro sexual, pero este nuevo aspecto de su relación se ve obstaculizada por varios argumentos.
Más tarde, Rictor se infiltra en los Purifiers. En un esfuerzo por ganarse la confianza de los Purifiers, Rictor, los salva de un ataque de Wolfsbane. Rictor a continuación informa a los X-Men que la base de los Purifiers, se extiende más allá de Nueva York.
Más tarde, Rictor y los otros miembros de X-Factor, encuentran a su viejo amigo, Shatterstar. Al reconocer Rictor, ambos experimentan una extraña sensación y finalmente se besan.
Wolfsbane regresa a la Agencia X-Factor, obviamente embarazada, y descubre que su exnovio Rictor, ahora sostiene una relación gay con Shatterstar. Despechada, Wolfsbane le hace dudar a Rictor acerca de que él es el padre de su hijo. Más tarde, cuando Rictor (creyéndose ser el padre), acompaña a Wolfsbane a un médico especializado en "super-tipos", se reveló que, si bien el latido del corazón del bebe puede ser claramente escuchado, la ecografía no mostró ninguna imagen en la pantalla. El médico les revela que la gestación del bebé sería mística y no biológica. Shatterstar, al mismo tiempo, hizo el descubrimiento de que el Príncipe Lobo era el padre del niño. Rictor imaginaba que él no era el padre debido a la naturaleza mística del niño. Layla Miller declaró que Wolfsbane no había mentido a nadie. Ella reveló que su embarazo ocurrió mucho más rápido que el de un ser humano normal debido a su naturaleza y la del Príncipe Lobo.
Tiempo después, una Bruja Escarlata completamente restaurada se encontró con Rictor y le preguntó si quería volver a poder mutantes anteriores. Rictor acepta y sus poderes son restaurados.

## Poderes
Rictor es un mutante capaz de generar y liberar energía sísmica y olas tremendamente poderosas en los objetos más cercanos, haciendo que los objetos se rompan o se desmoronen. Cuando se usa contra los objetos con una superficie más grande, los efectos son muy parecidos a un terremoto. Rictor es inmune a los efectos nocivos de las vibraciones que él crea. 

## Sexualidad
En los primeros cómics en que aparecieron Rictor y Shatterstar juntos, había un trasfondo persistente de que los dos estaban en una relación. Durante los años 1990, Rictor desarrolló una ambigua relación con Shatterstar. A pesar de Shatterstar fue introducido inicialmente por el creador Rob Liefeld como asexual, una máquina de matar, el escritor Peter David refleja que el personaje y su "sobrexposición a la vida humana" cambiaron esto. El escritor Jeph Loeb dio a entender que Shatterstar tenía sentimientos románticos por Rictor y estaba pensando en hacerlos una pareja. Aunque el subtexto romántico entre los personajes nunca fue muy explícito en la serie de Loeb, los fanes, sin embargo lo reconocían. En 2011, el escritor Peter David ganó un Premio GLAAD por la representación abierta de la relación Rictor y Shatterstar en X-Factor.

## En otros medios

### Televisión
- Rictor apareció en un capítulo de la serie animada X-Men, como parte de un grupo de niños huérfanos liberados por Cíclope de Jack O'Diamonds.

### Cine
- Rictor apareció en la película Logan, de 2017, de edad infantil, interpretado por Jason Genao.[22]Esta versión es un humano artificial creado a partir del ADN de Avalancha como parte del programa "X-23" del Proyecto Transigen. Es el líder de un grupo de niños que escaparon del Dr. Zander Rice y los Reavers, en huir a Canadá. Rice usó muestras genéticas de mutantes para crear nuevos embriones que luego fueron llevados a término por mujeres capturadas. Uno de los archivos que Logan encontró en la bolsa del X-23 incluye a Dominic Petros como la plantilla genética para Rictor.[23]